# Kommattilampi
Kommattilampi är en sjö i Finland. Den ligger i kommunen Sodankylä i landskapet Lappland, i den norra delen av landet, 800 km norr om huvudstaden Helsingfors. Kommattilampi ligger 182,3 meter över havet. Arean är 16,8 hektar och strandlinjen är 2,06 kilometer lång. Sjön  ingår i Kemi älvs huvudavrinningsområde. 